# Courte Tête
Pour plus de détails, voir Fiche technique et Distribution.
Courte Tête est un film français de Norbert Carbonnaux, sorti en 1956.

## Synopsis
Un brillant escroc, Olivier Parker, engage un petit vendeur de tuyaux, Amédée, pour escroquer un provincial naïf, Ferdinand Galiveau, marchand de poulets. 
Rebaptisé Teddy Morton et devenu jockey, Amédée doit monter une jument sur laquelle Ferdinand, conseillé par Parker, doit miser. Absolument convaincu de sa mystification, Parker mise sur un toquard qui perd, bien sûr, alors qu'au dernier moment Galiveau ayant misé sur un outsider, gagne une fortune. Il ne reste plus à Parker qu'à trouver un autre pigeon.

## Fiche technique
- Titre : Courte Tête
- Titre alternatif : Les Ramasse-miettes
- Réalisation : Norbert Carbonnaux, assisté de Jacques Deray, Georges Lautner
- Scénario : Albert Simonin
- Adaptation : Albert Simonin, Norbert Carbonnaux
- Dialogues : Michel Audiard
- Photographie : Roger Dormoy
- Opérateur : René Ribault
- Musique : Jean Prodomidès
- Décors : Jacques Colombier, assisté de Robert Guisgand
- Montage : Jacqueline Thiedot, assistée de Colette Charbonneau
- Son : Jean-Claude Marchetti
- Maquillage : Marcel Bordenave
- Photographe de plateau : Jean Magis
- Script-girl : Marie Darricades
- Régisseur général : Eric Geiger
- Ensemblier : Roger Joint
- Tournage du 28 mai au 15 juillet 1956 aux studios Photosonor
- Tirage : Laboratoire Eclair - Enregistrement Simo
- Chef de production : Jean-Paul Guibert
- Directeur de production : André Cultet
- Production : Intermondia Films (France)
- Distribution : J. Arthur Rank
- Pays :  France
- Format : Noir et blanc - 1,37:1 - 35 mm - Son mono
- Durée : 85 minutes
- Genre : Comédie
- Dates de sortie :
  - France : 10 octobre 1956
  - Belgique : 29 mars 1957
- Visa d'exploitation : 16335
- Affiche : Gilbert Allard (France)

## Distribution
- Louis de Funès : Le père Graziani, faux religieux ; Prosper le faux garçon d'écurie ; le faux colonel Luc de La Frapinière
- Fernand Gravey : Olivier Parker, le faux entraîneur hippique, escroc
- Jean Richard : Ferdinand Galiveau, marchand de volailles et turfiste
- Jacques Duby : Amédée Lucas, dit « Teddy Morton » faux jockey
- Darry Cowl : Le réceptionniste de l'hôtel Lutécia
- Micheline Dax : Lola d'Héricourt, une aventurière
- Max Révol : Le général des Empois
- Robert Murzeau : Le tailleur, également turfiste
- Jacques Dufilho : Le garçon d'écurie
- Annick Tanguy : Magdalena, la danseuse de mambo
- Hubert Deschamps : L'animateur de la boîte de nuit
- Pascal Mazzotti : Le maître d'hôtel du restaurant
- Jacques Ary : Un inspecteur
- Christian Brocard : Un homme qui vend des tuyaux hippiques
- Fulbert Janin : Le lieutenant Ceccaldi, l'ordonnance
- Michel Dancourt : Le responsable du réveil à l'hôtel
- Anna Maria Sandri : Une servante de l'hôtel
- Jenny Astruc : Une servante de l'hôtel
- Harry Max : Cyril Monvoisin, l'entraîneur de Fred Campuche
- Guy Bedos : Fred Campuche, le jockey
- Bernard Musson : Un maître d'hôtel
- Robert Mercier : Le portier de l'hôtel
- Robert Le Fort : Un lad
- Paul Bisciglia : Un chasseur de l'hôtel
- Max Dalban : Le gros homme du hammam
- Monsieur Turbolaria : Lui-même en propriétaire de chevaux

## Autour du film
- Michel Audiard dialoguera un autre film parlant de l'hippisme : Le Gentleman d'Epsom avec Louis de Funès (mais qui cette fois-ci incarne la victime de l'escroc Jean Gabin).
- Première apparition au cinéma pour Guy Bedos.
- Ce film reste dans l'histoire du cinéma français comme celui qui vit la première rencontre professionnelle du trio à l'origine du film Les Tontons flingueurs : Michel Audiard, Albert Simonin et Georges Lautner.